# Wirchensee
Der Wirchensee ist ein See im Lauf der Schlaube zwischen Groß Muckrow im Westen und Treppeln im Osten im Landkreis Oder-Spree in Brandenburg. Er ist der am höchsten gelegene See im Naturpark Schlaubetal.

## Namensdeutung

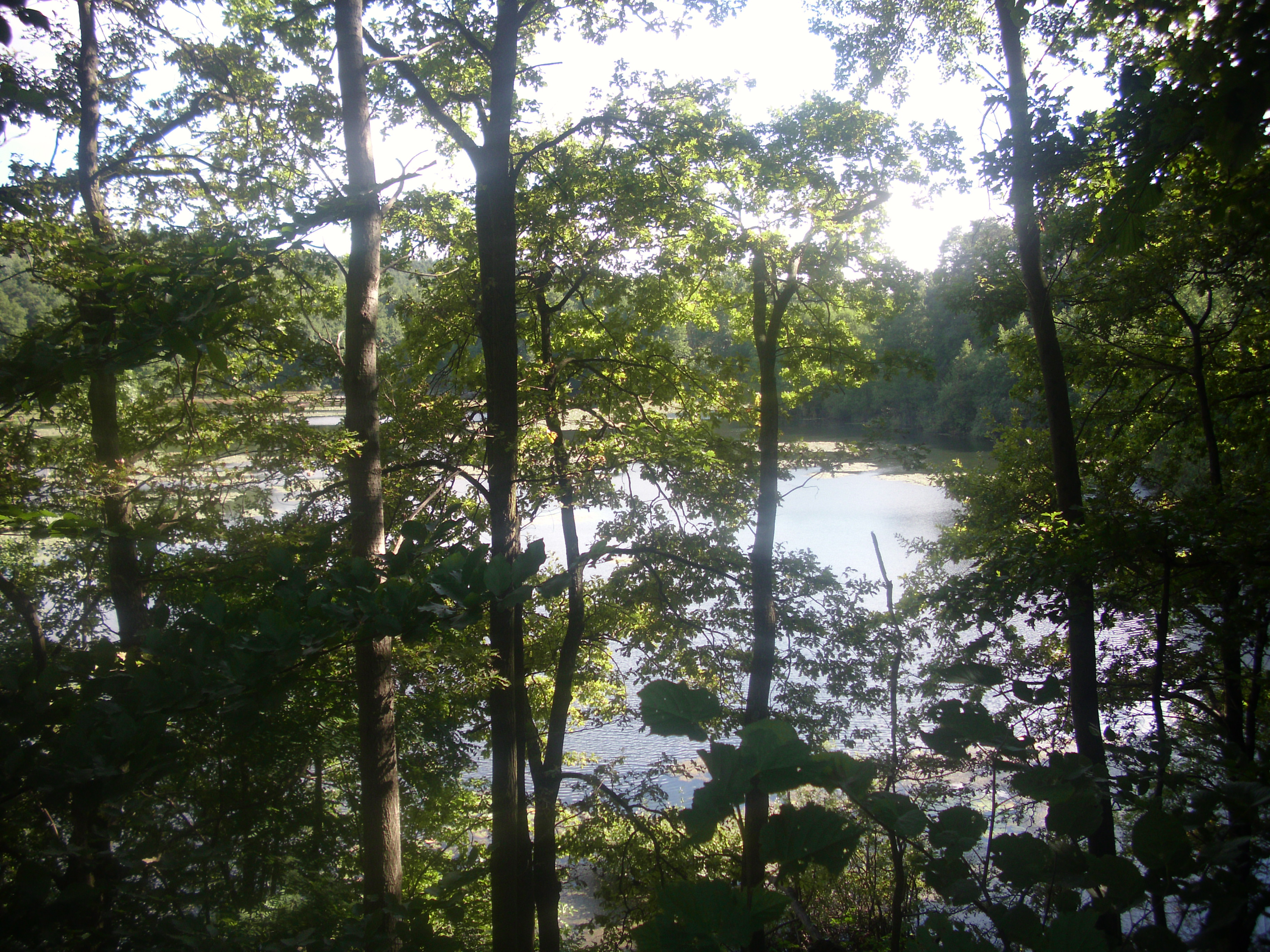
Stubbenloch

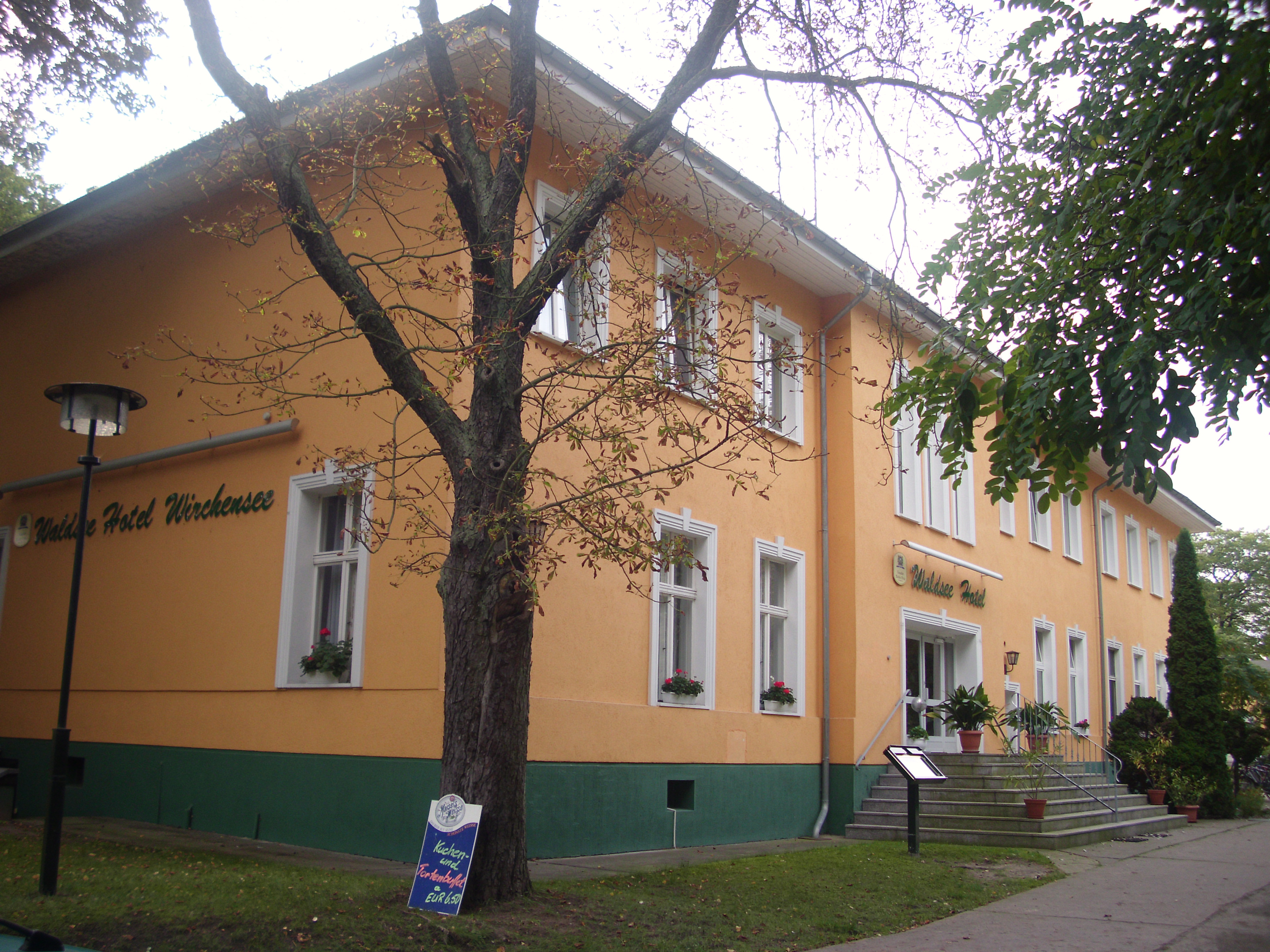
Waldsee Hotel Wirchensee

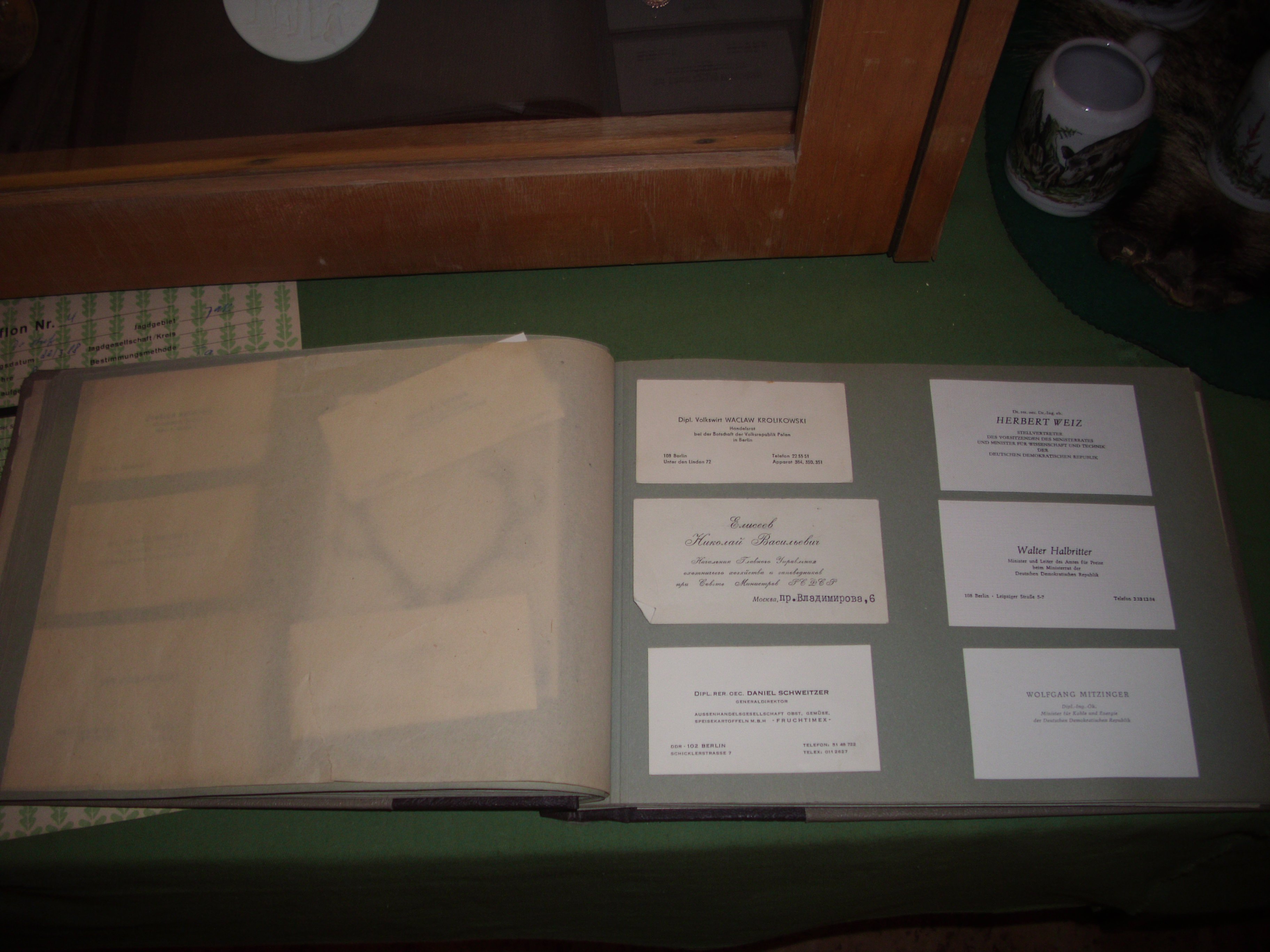
Visitenkarten der Staatsgäste bei Staatsjagden in der DDR

Werchenow bezieht sich auf das altsorbische vírchní bzw. das altniedersorbische ẘerchny = oben, am Gipfel befindlich und beschreibt die Lage des Sees. In der Zeit zwischen 1370 und 1420 wurde das Dorf Vifchnov wüst, welches ebenfalls am See lag und diesen Namen widerspiegelt.
Der Name des Sees bekam verschiedene Schreibweisen: 1370 Wertheno et stagno ibidem, 1372 Werchenaw et stagno ibidem, 1572 Wirchenauer See. Es findet sich 1249 gar eine Auflistung von Seen im Schlaubetal, aus welcher man vermuten kann, das mit ad lacum altiorem tribule ebenfalls der Wirchensee gemeint war. In der Übersetzung von 1336 lesen wir bez tzu dem oberen Se Trebule. Unter Werchen-See finden wir Tribule – den oberen See auch auf den Schenkischen Karten wieder, was die Annahme bestätigt.

## Umgebung
Die Wasserfläche des Wirchensees war einst größer und dehnte sich nach Norden bis fast zur Schlaubemühle, nach Süden bis in die Wirchenwiesen aus. Durch das allmähliche Einschneiden der Schlaube nahm der Abfluss des Wassers zu, der Seespiegel senkte sich und die Seefläche wurde kleiner. Durch einen Anstau entstand dann der oberste Mühlensee, das (Stubbenloch), abgetrennt im nördlichen Teil durch eine Landzunge (Kleiner Horst). In der Mitte des Sees befindet sich eine vom Ostufer aus zugängliche Halbinsel (Großer Horst), auf ihr befindet sich ein Hotel. Auch das Stubbenloch wird von der Schlaube gespeist.
An der Schlaube, nahe dem Nordwestufer des Wirchensee, befindet sich die Naturparkverwaltung im ehemaligen Wohngebäude der Schlaubemühle. Sie fand als erste Mühle an der Schlaube bereits 1420 Erwähnung als dy mole zu Werchenow. Im Mittelalter wurde hier das Wasser gestaut, um die Mahl- und Schneidemühle zu betreiben. Umgangssprachlich auch Schlaumiehle.
Um den See führt ein etwa vier Kilometer langer Naturlehrpfad, welcher mit zahlreichen Informationstafeln ausgestattet ist. Ein weiterer Weg verläuft von der Schlaubemühle durch den sehr ursprünglichen Wald bis kurz vor die Kieselwitzer Mühle. Dieser Weg bringt dem Wanderer die Sagenwelt der Niederlausitz näher und erzählt von den Ludki oder auch Luttchen. Vermutlich gehen die Legenden auf die zurückgedrängten germanischen Bewohner zurück, welche unter den sich niederlassenden Wenden ein sehr zurückgezogenes Leben führten. Der von Mischwald umgebene See ist sehr nährstoffreich, da die Unterwasservegetation weitgehend zerstört wurde durch die frühere Nutzung als Fischintensivzuchtgewässer.

## Fischerei
Der See darf ab dem 1. Juli eines jeden Jahres mit Wasserfahrzeugen ohne eigene Triebkraft befahren werden, welche nur von dem Hotel ausgegeben werden. Wasserfahrzeuge ohne eigene Triebkraft sind beispielsweise Kanus, Kajaks, Schlauchboote oder Flöße. Selbst mitbringen darf man keines, auch das Baden ist nicht gestattet. Das Angeln ist unter besonderer Berücksichtigung der Schutzbestimmungen des Naturparks Schlaubetal gestattet. Die Anzahl der auszugebenden Jahreskarten ist jedoch auf 30 beschränkt. Interessenten wenden sich an das Hotel.
Der See darf einen Teil des Jahres nicht befahren werden, um die Fisch- und Seeadlern nicht zu stören. Angler finden trotz der Adler starke Karpfen. Wie in allen anderen Seen, welche von den Mühlen genutzt wurden, finden sich Aal, Barsch, Hecht, Schleien, Wels und Zander.

## Geschichte
In der Nähe der Schlaubequelle, etwas westlich der Wirchenwiesen, befinden sich die Reste des RAD-Lagers Arbeitsdienstabteilung 3/83 Wirchensee. Unter der Leitung von G. Lohde und Unterfeldmeister Eck waren die Dienstverpflichteten unter anderem dafür zuständig, die Erdarbeiten auszuführen in der Urnengräberstätte bei Groß Muckrow. Im Gräberfeld Mühlenberg fanden sich aus der älteren Lausitzer Kultur Buckelurnengräber mit Grabbeigaben. Die Funde wurden der Kreissammlung des Heimatmuseums Lübben übergeben. Die Fundstätte war bekannt, seit der Oberprediger Karl Krüger im Sommer 1890 dort eine Buckelurne, verziert mit Punkten und Linien, fand. Das RAD-Lager bestand ab 1935 aus zehn Baracken, am See zwei kleine Häuser der Lagerleiter. Die Reste der Sauganlage für die Wasserversorgung und der Klärgruben des Lagers finden sich noch immer. Bis zum Ende des Zweiten Weltkrieges bestand der Arbeitsdienst aus allgemeinen Forstarbeiten, Grabenbau, aber auch Harzung der Bäume. In der jüngeren Vergangenheit war das Gebiet der Bevölkerung als Wildeinstandsgebiet unzugänglich, dahinter verbarg sich tatsächlich das konspirative Objekt Baikal, unter anderem fanden „Lehrgänge“ für den bewaffneten Untergrundkampf statt, zu welchem Zweck Chilenen bis zum Sommer 1989 in das Objekt kamen. Günter Wurm, welcher in Siehdichum über das Gästehaus verfügte, besaß hier eine Jagdhütte und ein privates Jagdgebiet des MfS.